# 史定
史定，初为南越国揭阳县令。公元前112年，西汉汉武帝派10万大军分五路进攻南越国，其中伏波将军路博德和楼船将军杨仆率领的两路军在前111年一起攻陷南越国都城番禺，并擒下南越国未代君主赵建德和丞相吕嘉，当时任揭阳县令的史定听闻汉军将至，于是降于汉朝，被汉武帝分封为安道侯。